# L’inconnu de la Grande Arche
L’inconnu de la Grande Arche (internationaler englischsprachiger Titel The Great Arch) ist ein historisches Filmdrama von Stéphane Demoustier. Es basiert auf dem Roman La Grande Arche von Laurence Cossé. Im Film spielt Claes Bang den dänischen Architekten Otto von Spreckelsen, der durch den Bau der Grande Arche zu Berühmtheit gelangte. In weiteren Rollen sind Sidse Babett Knudsen, Xavier Dolan, Swann Arlaud und Michel Fau zu sehen. L’inconnu de la Grande Arche ist eine Koproduktion von Frankreich und Dänemark und feierte im Mai 2025 bei den Internationalen Filmfestspielen in Cannes seine Premiere. Der Kinostart in Frankreich ist Anfang November 2025 geplant.

## Handlung

Die titelgebende Grande Arche im Hochhausviertel La Défense westlich von Paris

Im Jahr 1982 hat François Mitterrand einen internationalen Architektenwettbewerb für den Bau der Grande Arche, eines ikonischen Gebäudes entlang der Achse zwischen Louvre und Arc de Triomphe, ausgelobt. Zur allgemeinen Überraschung gewinnt ein 53-jähriger dänischer Architekt, der in Frankreich unbekannt ist. Über Nacht übernimmt Johan Otto von Spreckelsen die Leitung des größten Bauprojekts in Frankreich.

## Biografisches und literarische Vorlage
Der dänische Architekt Otto von Spreckelsen gewann im Mai 1983 den Tête-Défense-Wettbewerb und wurde mit dem Bau der Grande Arche in La Défense beauftragt. Für deren Verwirklichung arbeitete er mit dem französischen Architekten Paul Andreu zusammen, der diese nach von Spreckelsens Rückzug aus dem Projekt vollendete. Von Spreckelsen starb im Jahr 1987 im Alter von 57 Jahren, zwei Jahre vor der Fertigstellung des Grande Arche.
Der Film basiert auf dem Roman La Grande Arche von Laurence Cossé, der im Januar 2016 bei Éditions Gallimard erschien. Der Autor schildert darin die Geschichte des Baus der Grande Arche durch von Spreckelsen, welche politischen Entscheidungen getroffen wurden und zu welchen Schwierigkeiten es bei diesem kam. Zu früheren Werken von Cossé gehören Le coin du voile, La femme du Premier ministre, Le 31 du mois d août und Vous n'écris plus?

## Produktion

### Regie und Drehbuch

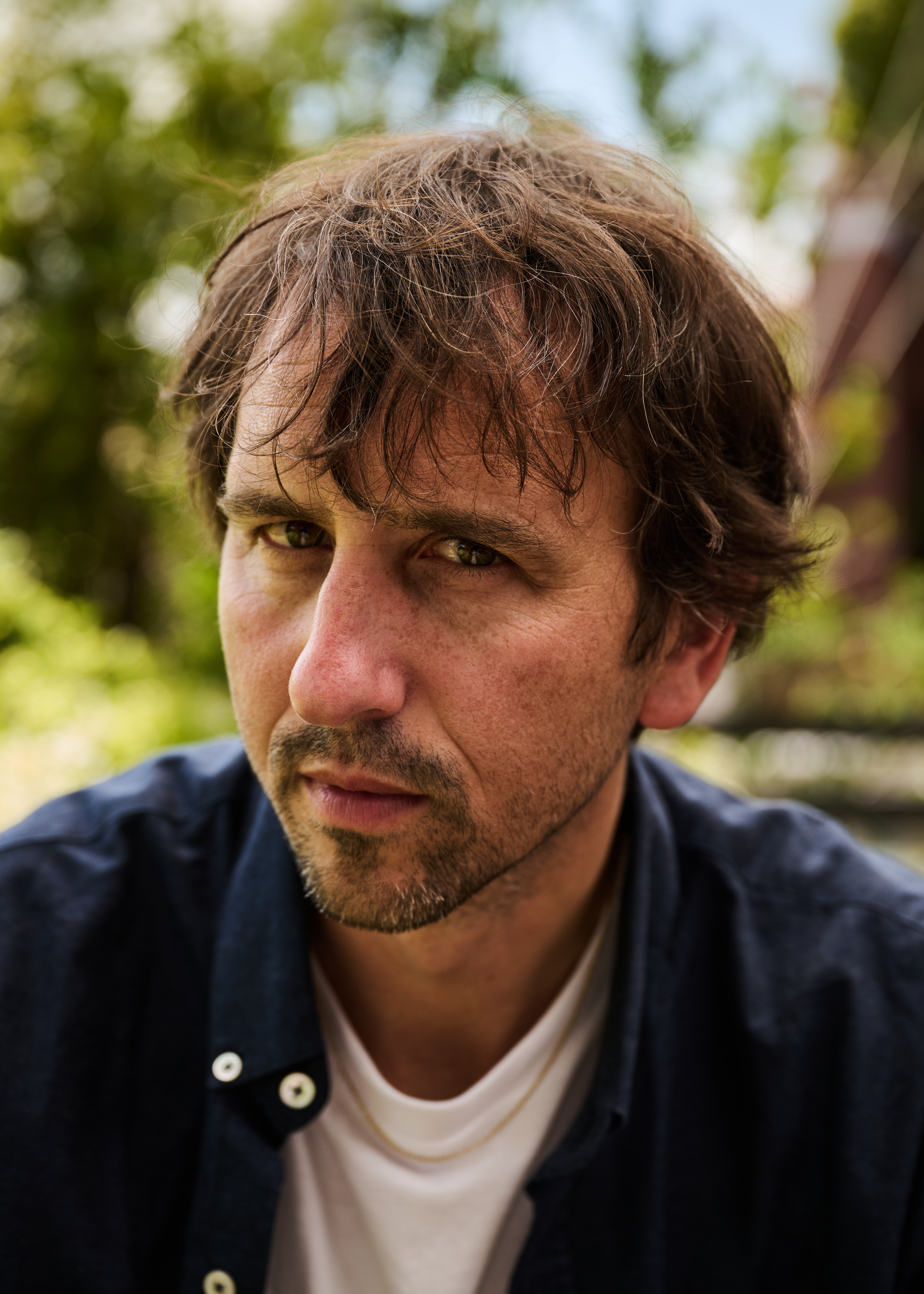
Regisseur Stéphane Demoustier

Regie führte Stéphane Demoustier, der auch das Drehbuch schrieb. Es handelt sich um seinen fünften Spielfilm. Seine Filmkomödie Allons enfants erhielt bei der Berlinale 2018 von der internationalen Jury eine lobende Erwähnung in der Sektion Generation 14plus. Demoustiers Drehbuch für den Film La fille au bracelet wurde 2021 sowohl beim César als auch beim Prix Lumiere nominiert. Bevor Demoustier Filmemacher wurde arbeitete er mehrere Jahre in der Architekturabteilung des Kulturministeriums.

### Besetzung
Der dänische Schauspieler Claes Bang, bekannt aus Filmen wie The Square, Wilhelm Tell und Bonjour Tristesse, spielt in der Hauptrolle den Architekten Otto von Spreckelsen. Swann Arlaud spielt seinen französischen Kollegen Paul Andreu und Xavier Dolan den Präsidentenberater Jean-Louis Subilon. Dieser, François Mitterrand, wird von Michel Fau gespielt. Das Casting übernahm Julie Allione.

### Veröffentlichung
Die Premiere des Films war am 16. Mai 2025 bei den Internationalen Filmfestspielen in Cannes, wo er in der Reihe Un Certain Regard gezeigt wurde. Im Juli 2025 wird er bei Nowe Horyzonty vorgestellt und im August 2025 beim norwegischen Filmfestival in Haugesund. Am 5. November 2025 soll er in die französischen Kinos kommen.

## Auszeichnungen
Internationale Filmfestspiele von Cannes 2025
- Nominierung in der Reihe Un Certain Regard[1]